# イサベル・デ・アラゴン・イ・カスティーリャ
イサベル・デ・アラゴン・イ・カスティーリャ（スペイン語: Isabel de Aragón y Castilla, 1470年10月2日 - 1498年8月23日）は、ポルトガル王マヌエル1世の王妃。ポルトガル名はイザベル（ポルトガル語: Isabel de Aragão e Castela）。アラゴン王フェルナンド2世とカスティーリャ女王イサベル1世（カトリック両王）の長女として生まれ、弟フアンの誕生前と早世後に王位継承者としてアストゥリアス女公となった。

## 生涯
1490年、ポルトガル公アフォンソ（ジョアン2世の嗣子）と結婚した。政略結婚であったが幸せなものだったという。5年後にアフォンソが狩猟中の事故で急逝し、カスティーリャへ帰国する。再婚せず修道院へ入りたいという願いは両親に受け入れられず、1497年にマヌエル1世（前夫アフォンソの叔父にあたる）と再婚する。同年、両親の一人息子で弟のアストゥリアス公フアンが急逝したため、イサベルが王位継承者となった。1498年、ポルトガル、カスティーリャ、アラゴンの王位継承者である長男ミゲル・ダ・パスを出産したものの、イサベルは産褥死した。ミゲル王子も2年後に早世し、マヌエルのスペイン王位への野望は潰えた。
なお、マヌエル1世はその後、イサベルの妹マリアと、その死後にイサベルの姪（もう一人の妹フアナ女王の娘）レオノールと再婚した。